# Magnus Gren
Magnus Gren var en svensk riddare, svenskt och norskt riksråd, samt riksföreståndare i Sverige, född vid okänd tidpunkt, levde ännu 24 augusti 1475 men var död 19 juli 1480. Han var son till Sten Haraldsson (Gren), häradshövding i Österrekarne härad, och dennes hustru Cecilia Nilsdotter (Ivar Nilssons ätt). Magnus Gren anses vara en av de mest betydande bland 1400-talets svenska herrar, men har länge betraktats närmast som landsförrädare på grund av nationell propaganda och obevisade beskyllningar.

## Biografi
Magnus Gren nämns tidigast i källorna 1424. Han blev enligt en numera ifrågasatt uppgift riksråd senast i januari 1435. Under de oroliga åren i slutet av 1430-talet innehade han ett flertal förläningar, bland annat Nyköpings och Borgholms slottslän. Magnus blev sannolikt dubbad till riddare vid kung Kristofers kröning 14 september 1441. I februari 1442 utsåg kungen honom till sin fodermarsk och under våren blev han också kungens fogde på slottet Tre Kronor i Stockholm.
Den 11 juni 1442 erhöll Magnus Gren förordnande som interimsregent (en av fyra) under kung Kristofers vistelse utanför rikets gränser och i januari 1445 uppträdde han som riksföreståndare tillsammans med sin svåger Nils Jönsson (Oxenstierna). Därefter var han minst fyra år (1446–1450) hövitsman på Åbo slott.
Magnus Gren belägrade 1448 Visby för kung Karl Knutssons räkning men misslyckades med att bryta sig in i staden som i stället under hans tillfälliga frånvaro erövrades av hans ställföreträdare Birger Birgersson (Trolle) d.y.. Efter sin återkomst till Gotland gjorde Magnus Gren en serie allvarliga felbedömningar av läget och tvingades 31 juli 1449 förhandla sig till fri lejd från ön vid kung Kristians ankomst.
Karl Knutsson, som var mycket missnöjd med Magnus Grens insats, entledigade honom i juni 1450 som hövitsman på Åbo och återkallade förläningen. Magnus lade då beslag på två års uppbörd från slottslänet, cirka 9 000 mark penningar, och ägnade sig ett tag åt sjöröveri utanför Danzig men greps och fördes som fånge till Lübeck. Han frigavs dock snart efter intervention från kung Kristian och gick därefter över i dansk tjänst.
När stillestånd slöts mellan Danmark och Sverige 1453 stämde Karl Knutsson åtta svenskar som gått över i dansk tjänst inför riksrådsdomstol. En av dem var Magnus Gren. Ingen av de åtta hörsammade kallelsen och samtliga dömdes i sin frånvaro 15 september 1453 till döden.
Magnus Gren blev norskt riksråd vid ungefär samma tidpunkt som han dömdes "under svärdet" och ersatte samtidigt Olof Nilsson (Skanke) som hövitsman i Bergen, en post han innehade till 1455. Därefter fick han av kung Kristian uppdraget att erövra Öland, vilket han genomförde med framgång 1456. När Kristian 1457 blev kung över Sverige återinsattes Magnus Gren som svenskt riksråd. Han förblev sedan i Kristians tjänst fram till slaget vid Brunkeberg. Efter det tycks han helt enkelt ha dragit sig tillbaka från politiken och levde sina sista år i stillhet på sin sätesgård Ål (nu Grensholmen).
Magnus Grens son Ivar Gren var riksråd och innehavare av Axevalla hus och senare Älvsborg. Ivar Gren deltog i slaget vid Brunkeberg. Ivars son riksrådet Måns Gren avrättades genom halshuggning vid Stockholms blodbad år 1520.